# Provaci ancora Stitch!
Provaci ancora Stitch! (Stitch! The Movie) è un film d'animazione direct-to-video del 2003 diretto da Tony Craig e Roberts Gannaway. È prodotto da Walt Disney Television Animation ed è uno spin-off del Classico Disney Lilo & Stitch (2002). Viene considerato un backdoor pilot della serie televisiva Lilo & Stitch piuttosto che un seguito del film originale. La storia presenta i 625 esperimenti creati da Jumba Jookiba con il finanziamento del dottor Jacques von Hämsterviel.

## Trama
Nello spazio, l'ex capitano Gantu viene assunto dal malvagio dottor Jacques von Hämsterviel per recuperare tutti gli esperimenti di Jumba. Nel frattempo, sulla Terra, Stitch non riesce ad ambientarsi con gli abitanti dell'isola. Lilo cerca di incoraggiarlo dicendo che è unico, paragonandolo al mostro di Frankenstein. Naturalmente, questo lo fa solo sentire peggio. Una notte, Gantu fa irruzione nella casa e rapisce Jumba per interrogarlo, portandosi via anche una palla blu con scritto il numero 625. Lilo e Stitch riescono a prendere la nave di Jumba per inseguire Gantu nello spazio, ma vengono colpiti e ricadono sulla Terra.
Tornati a casa, Lilo, Stitch e Pleakley trovano il contenitore che Jumba nascondeva. Pleakley pensa che questi siano gli altri esperimenti in forma disidratata, ed avverte i presente di non dirlo a nessuno e di non mettere gli esperimenti in acqua. Disobbedendo deliberatamente a Pleakley, Stitch e Lilo recuperano il contenitore e idratano l'Esperimento 221, che scappa subito. Nel frattempo, Jumba è tenuto prigioniero sulla nave di Hämsterviel, che sorprendentemente è un piccolo alieno roditore. Incapace di intimidire Jumba, Hämsterviel attiva l'Esperimento 625 per attaccarlo, ma fortunatamente per Jumba, l'esperimento, pur avendo tutti i poteri di Stitch, è incredibilmente pigro e codardo, e dà la priorità al cibo sopra ogni altra cosa.
Nel frattempo, Pleakley è in grado di entrare in contatto con la nave di Hämsterviel via telefono: Hämsterviel pretende da Pleakley i 624 esperimenti in cambio di Jumba, quindi Pleakley informa gli altri membri della famiglia e Nani procede a chiamare Cobra Bubbles mentre Lilo e Stitch escono per trovare il 221. La mattina dopo, Cobra al proprio arrivo sembra sapere già quello che è successo. Nel frattempo, Lilo e Stitch trovano il fastidioso Esperimento 221 in un hotel. Il momento dello scambio arriva, e Pleakley e Cobra si presentano con il contenitore, non sapendo che esso contiene solo 623 esperimenti, cioè tutti i perduti meno il 221. Hämsterviel è scioccato nello scoprire che manca un esperimento. Lilo poi si presenta con l'Esperimento 221 intrappolato in un vaso di vetro. Annunciando di averlo chiamato "Sparky", dice che l'esperimento è parte della famiglia di Stitch e quindi anche della sua. Hämsterviel minaccia di uccidere Jumba se non gli viene restituito l'Esperimento 221, Lilo e Stitch allora liberano Sparky e Jumba. Al segnale di Cobra, la nave della Presidentessa del Consiglio esce dal vicino oceano e tiene sotto tiro Hämsterviel. Lilo protesta, dicendo che Hämsterviel ha gli altri esperimenti.
Sparky usa quindi le sue abilità elettriche per mandare in tilt la nave della Presidentessa, mentre Hämsterviel e Gantu risalgono a bordo della loro nave con gli esperimenti. In un ultimo tentativo di fermare Hämsterviel, Lilo, Stitch e Sparky entrano nella nave. Lilo e Stitch riescono a prendere il contenitore con gli altri esperimenti, ma nello scontro che ne deriva con Gantu gli esperimenti disidratati finiscono con l'essere liberati e dispersi per tutte le Hawaii. Dopo aver catturato gli eroi, Hämsterviel racconta i suoi piani per clonare Stitch mille volte lascia Lilo alla mercé di Gantu di fare quello che vuole con Lilo: il capitano mette la bambina in un teletrasportatore per inviarla a uno zoo intergalattico e Stitch è legato a un peso appena più pesante di quanto possa sollevare. Vedendo Stitch che cerca di evitare di essere vivisezionato da un laser per la clonazione, Sparky manda in cortocircuito la macchina. Sparky e Stitch bloccano Hämsterviel al dispositivo e salvano Lilo. La Presidentessa del Consiglio arresta Hämsterviel quando Lilo e Stitch atterrano nuovamente al punto d'incontro e danno a Sparky una nuova casa, facendogli alimentare il faro Kilauea. Convincono poi la Presidentessa del Consiglio a dar loro l'incarico di riabilitare gli altri 623 esperimenti e lei accetta; mentre Lilo e Stitch partono alla ricerca degli esperimenti, alcuni di questi iniziano ad attivarsi.

## Distribuzione

### Edizione italiana
Il doppiaggio italiano venne eseguito dalla Dea 5 e diretto da Leslie La Penna su dialoghi di Carla Vangelista. Rispetto al primo film cambia il doppiatore di Stitch, con Larry Kapust che sostituisce Bob van der Houven (anche nei successivi film e serie TV).

#### Doppiaggio
| Personaggio                 | Doppiatore originale     | Doppiatore italiano |
| --------------------------- | ------------------------ | ------------------- |
| Lilo Pelekai                | Daveigh Chase            | Lilian Caputo       |
| Stitch                      | Chris Sanders            | Larry Kapust        |
| Nani Pelekai                | Tia Carrere              | Maura Cenciarelli   |
| Jumba Jookiba               | David Ogden Stiers       | Paolo Lombardi      |
| Pleakley                    | Kevin McDonald           | Mino Caprio         |
| Cobra Bubbles               | Ving Rhames              | Paolo Buglioni      |
| David Kawena                | Dee Bradley Baker        | Nanni Baldini       |
| Capitano Gantu              | Kevin Michael Richardson | Glauco Onorato      |
| Dr. Jacques von Hämsterviel | Jeff Bennett             | Fabrizio Vidale     |
| Presidentessa del Consiglio | Zoe Caldwell             | Paola Tedesco       |
| Insegnante di hula          | Kunewa Mook              |                     |
| Myrtle Edmonds              | Liliana Mumy             |                     |
| Esperimento 625             | Rob Paulsen              | Franco Mannella     |
| Capotecnico                 | Rob Paulsen              |                     |
| Esperimento 221 (Sparky)    | Frank Welker             |                     |

### Edizioni home video
In Italia il film uscì in VHS e DVD il 6 novembre 2003.

## Riconoscimenti
- 2004 - Annie Award
  - Nomination Miglior produzione dell'home entertainment
- 2004 - Golden Reel Award
  - Nomination Miglior montaggio sonoro in un film homevideo

## Sequel
Il film è stato seguito nello stesso anno dalla serie televisiva Lilo & Stitch, trasmessa su Disney Channel fino al 29 luglio 2006. Il 23 giugno venne trasmesso sulla stessa rete, come conclusione alla serie (ma prima dell'ultimo episodio), il film televisivo Leroy & Stitch e la serie televisiva anime Stitch!.